# Apogonichthyoides melas
Apogonichthyoides melas es una especie de pez del género Apogonichthyoides, familia Apogonidae, orden Kurtiformes. Fue descrita científicamente por Bleeker en 1848.
Es una especie inofensiva para el ser humano.

## Descripción
La longitud estándar es de 10 centímetros.

## Distribución y hábitat
Se distribuye por el Pacífico occidental: Malasia hasta Molucas y al sur hasta Rowley Shoals. También en Nueva Caledonia. Habita en zonas rocosas costeras, entre corales ramificados y bahías costeras poco profundas y bien protegidas donde puede alcanzar los 15 metros de profundidad.